# Filipa Marinho
Filipa Marinho (Lisboa, 1989), conocida por su nombre artístico Marinho, es una cantautora y compositora de folk rock portuguesa. Además de dedicarse a la música, también es responsable del podcast de la cadena portuguesa Antena 3 llamado Caza a las Brujas, que se dedica a hacer visibles a las compositoras y las artistas en la industria de la música portuguesa.

## Trayectoria
Entre 2014 y 2017, fue responsable de marketing en la Tradiio, una plataforma portuguesa que pretendía cambiar la forma en que los artistas son compensados por su talento en todo el mundo. En 2018, fue una de las voces en Ginga Beat, el programa semanal de Redbull Radio, que también se emite en la radio Vodafone FM. Su debut como cantautora se produjo en marzo de 2019, con el lanzamiento de su primer sencillo Ghost Notes en el Día Internacional de la Mujer, en un concierto en el Titanic Sur Mer, en Lisboa. Construido a partir de las raíces de la música folk americana, el tema fue grabado en los estudios Black Sheep y masterizado por Philip Shaw Bova. Ghost Notes contó con un videoclip que fue dirigido por la también portuguesa Leonor Bettencourt Loureiro.
En mayo de 2019, lanzó su segundo sencillo, Window Pain. En junio del mismo año, participó en la iniciativa ibis music, en el Hotel Ibis Puerto-Gaia, puesta en marcha por la marca hotelera para apoyar y promover talentos emergentes locales. En julio de 2019, participó en la 3ª edición del Festival (in)Común, organizado por la asociación Lugar Común, en Coímbra, con algunos mini-conciertos acústicos en varios espacios de comercio tradicional de la ciudad. Al inicio de octubre de 2019, lanzó el tercer sencillo, I Give Up and It’s Ok, basado en una experiencia real de la autora al intentar escalar el Volcán de los Capelinhos, en la isla del Faial (Azores). El 6 de octubre de 2019 dispuso de un showcase en el evento MEETSSS organizado por shesaid.so y el 18 de octubre participó en el Festival NOVO - Mostra da Nova Música Portuguesa, en la Casa del Pueblo de Ovar.
A 24 de octubre de 2019, Marinho presentó su álbum de estreno, “~”, en la Galería ZDB, en el Barrio Alto de Lisboa. Invitó de telonera a la cantante Catarina Falcão, conocida como MONDAY. Durante el concierto, volvió a subir a escenario acompañada por sus dos hermanas, para interpretar Not You, canción del álbum grabada por Falcão y Marinho. Este dueto surge del interés de Marinho por dar visibilidad a las compositoras portuguesas. También durante el espectáculo se presentó y grabó la canción Joni, que forma parte del álbum y fue escrita pensando en la cantante Joni Mitchell. Esta presentación coincidió precisamente con el día del 76.º aniversario de la artista canadiense.
Basándose en experiencias de su vida y de su etapa de crecimiento, Marino aborda y explora en su música la fobia a la tristeza y al abandono, su sexualidad y el feminismo, principalmente. En marzo de 2020, lanzó el podcast Caça às Bruxas (Caza a las Brujas en español) en Antena3, que se centra en mostrar el trabajo de las compositoras y las artistas. Cada semana, Filipa Marinho y una persona invitada buscan talento y dan prominencia a las autoras y artistas portuguesas.

## Reconocimientos y premios
La canción Window Pain de Marinho fue nombrada Mejor Tema de Música Popular en la edición de 2020 de los Premios de la SPA - Sociedade Portuguesa de Autores, Sociedad Portuguesa de Autores.

## Obra
- Álbum "~", lanzado en octubre de 2019.[19][20]